# Kvarnadammen (Öggestorps socken, Småland)
Kvarnadammen är en sjö i Jönköpings kommun i Småland och ingår i Motala ströms huvudavrinningsområde.